# 李廷益
李廷益（1542年—？），字在謙，福建泉州府晉江縣人，民籍，明朝政治人物。

## 生平
嘉靖四十三年（1564年）甲子科福建鄉試第三十一名舉人。隆慶二年（1568年）中式戊辰科會試第四十二名，三甲第十七名進士。官吉安府推官。

## 家族
曾祖李普；祖父李壽；父李奇俊，知縣。母莊氏。永感下。兄廷诗、廷礼、李廷儀（贡士）、廷謨。弟廷訓。